# Szirrhasz
Szirrhasz (ógörög Σίρρας, latin Sirrhas, Sirras) ókori dinasztia, a felső-makedóniai Lünkésztisz uralkodóházának tagja, Arrhabaiosz lünkésztiszi király veje. Származása körül több történettudományi elmélet ismert, de a legvalószínűbb, hogy a Lünkésztisz felett uralkodó korinthoszi Bakkhiadák egyike volt. Először i. e. 423-ban, majd az i. e. 5. század végén vett részt a Lünkésztiszre törő makedón királyok elleni háborúkban. Az i. e. 410-es évektől nagyobb részt vállalt a lünkésztiszi államügyek irányításában, az ismert elméletek szerint sztratégosz, régens, esetleg király lehetett. Leánya, Eurüdiké i. e. 392–390 körül feleségül ment III. Amüntasz makedón királyhoz, ezzel Lünkésztisz Makedónia része lett, és Szirrhasz hatalmának is vége szakadt.

## Származása
Az Arrhabaiosz vejeként az i. e. 5. század második felében a lünkésztiszi államügyek irányításában részt vevő Szirrhasz származását tekintve több elmélet ismert. Maga Arrhabaiosz a Lünkésztisz felett az i. e. 5. században hatalmat szerzett, korinthoszi Bakkhiadák közé tartozott. Sztrabón azon uralkodók sorában említette Szirrhaszt, akik idegen származásúként más népek felett uralkodtak. Szirrhasz unokáját, II. Philipposz makedón királyt a kortársai, például Démoszthenész vagy Attalosz, „tiszta vérű” makedónnak írták le, ami kizárja, hogy az uralkodó anyai nagyapja, Szirrhasz „barbár” származású lett volna. Ugyanakkor Theopomposz, aki erősen kritikus volt II. Philipposszal szemben és több vonatkozásban is besározta alakját, azt sugallta, hogy nagyapja, Szirrhasz a barbár illírekhez tartozott. Állítását a későbbi évszázadokban Plutarkhosz, Libaniosz, valamint a Szuda-lexikon is átvette. Mindezekből kiindulva a 19–20. századi kutatók egy része idegen származású dinasztiát látott Szirrhaszban: Geyer elimeiai, Beloch pedig oresztiszi származásúnak tekintette őt. Theopomposz és Papazoglu nyomán a Szirrhasz idegen származását támogató elméletek legnépszerűbbike szerint illír születésű lehetett, sőt, az Illír Királyság első uralkodója, Bardülisz elődje volt.
Hammond ezekkel az elméletekkel szembeszállva és a forrásokat újraértelmezve azt valószínűsítette, hogy Szirrhasz is a lünkésztiszi Bakkhiadákhoz tartozott. Egyfelől Sztrabón megjegyzése ebben az esetben is megállja a helyét, hiszen a Bakkhiadák eleve idegeneknek számítottak Lünkésztiszben, és nem az őshonos lünkészták közé tartoztak. Másfelől Hérodotosz feljegyezte, hogy a Bakkhiadák kizárólag egymás között házasodtak (endogámia), azaz Arrhabaiosz lányát is a Bakkhiadák egyik férfi tagjának kellett nőül adnia, és Szirrhasz talán a leány unokatestvére volt. Hammond elmélete, mely szerint Szirrhasz lünkésztiszi bakkhiada dinasztia volt, több kutató támogatását élvezi. Lünkésztiszi származásának további bizonyítéka lehet, hogy amikor leánya, Eurüdiké i. e. 392–390 körül feleségül ment III. Amüntasz makedón királyhoz, az egyszersmind Lünkésztisz önállóságának elveszítését és a makedón koronához kerülését jelentette. Amennyiben Szirrhasz elimeiai, oresztiszi vagy illír lett volna, leánya házasságával ezen területek valamelyike került volna makedón fennhatóság alá.

## Életútja
A történelmi források első ízben i. e. 423 kapcsán említik Szirrhasz nevét, amikor apósa oldalán harcolt az országukra támadó II. Perdikkasz makedón király és Braszidasz spártai hadvezér elleni háborúban, és sikeresen megőrizték Lünkésztisz önállóságát. Arisztotelész említéséből tudjuk, hogy mintegy két évtizeddel az előző háború után az i. e. 413 és 400/399 között uralkodó I. Arkhelaosz makedón király viselt hadat „Szirrhasz és Arrhabaiosz” ellen. A névsorrend alapján feltételezik, hogy Szirrhasz vállalt prominens szerepet az újabb háborúban, bár kérdéses, hogy milyen minőségben. A második helyen említett Arrhabaiosz vagy az elaggott király, aki az i. e. 5. század végére vejének engedte át az államügyek irányítását vagy – háborúról lévén szó – a sztratégoszi, hadvezéri tisztséget, esetleg az idősebb Arrhabaiosz azonos nevű és kiskorú unokája, aki mellett Szirrhasz töltötte be a régensi hivatalt. Egyes történészek a sztratégoszi vagy a régensi szerepkör mellett azt sem zárják ki, hogy Szirrhasz apósa utódja, lünkésztiszi király vagy Arrhabaiosz társuralkodója volt. Arisztotelész és más ókori szerzők az újabb makedón–lünkésztiszi háború kimeneteléről nem hagytak ránk adatokat.
Szirrhasz az első háborút megelőző évek valamelyikében – egyes vélemények szerint i. e. 430 körül – vette feleségül Arrhabaiosz király névről nem ismert leányát. Házasságukból született Eurüdiké, aki i. e. 392–390 körül nőül ment III. Amüntasz makedón királyhoz. Frigyükből született Makedónia három későbbi uralkodója: II. Alexandrosz, III. Perdikkasz és végül II. Philipposz, a „világhódító” Nagy Sándor apja is. Eurüdiké és Amüntasz házasságának idején Szirrhasz feltehetően még élt, de sorsának további alakulása ismeretlen.

### A lünkésztiszi dinasztiák családfája
– lünkésztisziek          – valószínűleg lünkésztisziek          – makedónok

|                 |                 |                 |                 | Bromerosz       | Bromerosz       | Bromerosz     | Bromerosz     | Bromerosz       | Bromerosz       |                 |                 | ismeretlen      | ismeretlen      | ismeretlen | ismeretlen | ismeretlen     | ismeretlen     |                |                |                |                |
|                 |                 |                 |                 | Bromerosz       | Bromerosz       | Bromerosz     | Bromerosz     | Bromerosz       | Bromerosz       |                 |                 | ismeretlen      | ismeretlen      | ismeretlen | ismeretlen | ismeretlen     | ismeretlen     |                |                |                |                |
|                 |                 |                 |                 |                 |                 |               |               |                 |                 |                 |                 |                 |                 |            |            |                |                |                |                |                |                |
|                 |                 |                 |                 |                 |                 |               |               |                 |                 |                 |                 |                 |                 |            |            |                |                |                |                |                |                |
|                 |                 |                 |                 | Arrhabaiosz     | Arrhabaiosz     | Arrhabaiosz   | Arrhabaiosz   | Arrhabaiosz     | Arrhabaiosz     |                 |                 | ismeretlen      | ismeretlen      | ismeretlen | ismeretlen | ismeretlen     | ismeretlen     |                |                |                |                |
|                 |                 |                 |                 | Arrhabaiosz     | Arrhabaiosz     | Arrhabaiosz   | Arrhabaiosz   | Arrhabaiosz     | Arrhabaiosz     |                 |                 | ismeretlen      | ismeretlen      | ismeretlen | ismeretlen | ismeretlen     | ismeretlen     |                |                |                |                |
|                 |                 |                 |                 |                 |                 |               |               |                 |                 |                 |                 |                 |                 |            |            |                |                |                |                |                |                |
|                 |                 |                 |                 |                 |                 |               |               |                 |                 |                 |                 |                 |                 |            |            |                |                |                |                |                |                |
|                 |                 |                 |                 | Szirrhasz       | Szirrhasz       | Szirrhasz     | Szirrhasz     | Szirrhasz       | Szirrhasz       |                 |                 | ismeretlen      | ismeretlen      | ismeretlen | ismeretlen | ismeretlen     | ismeretlen     |                |                |                |                |
|                 |                 |                 |                 | Szirrhasz       | Szirrhasz       | Szirrhasz     | Szirrhasz     | Szirrhasz       | Szirrhasz       |                 |                 | ismeretlen      | ismeretlen      | ismeretlen | ismeretlen | ismeretlen     | ismeretlen     |                |                |                |                |
|                 |                 |                 |                 |                 |                 |               |               |                 |                 |                 |                 |                 |                 |            |            |                |                |                |                |                |                |
|                 |                 |                 |                 |                 |                 |               |               |                 |                 |                 |                 |                 |                 |            |            |                |                |                |                |                |                |
|                 |                 |                 |                 | III. Amüntasz   | III. Amüntasz   | III. Amüntasz | III. Amüntasz | III. Amüntasz   | III. Amüntasz   |                 |                 | Eurüdiké        | Eurüdiké        | Eurüdiké   | Eurüdiké   | Eurüdiké       | Eurüdiké       |                |                |                |                |
|                 |                 |                 |                 | III. Amüntasz   | III. Amüntasz   | III. Amüntasz | III. Amüntasz | III. Amüntasz   | III. Amüntasz   |                 |                 | Eurüdiké        | Eurüdiké        | Eurüdiké   | Eurüdiké   | Eurüdiké       | Eurüdiké       |                |                |                |                |
|                 |                 |                 |                 |                 |                 |               |               |                 |                 |                 |                 |                 |                 |            |            |                |                |                |                |                |                |
|                 |                 |                 |                 |                 |                 |               |               |                 |                 |                 |                 |                 |                 |            |            |                |                |                |                |                |                |
| II. Alexandrosz | II. Alexandrosz | II. Alexandrosz | II. Alexandrosz | II. Alexandrosz | II. Alexandrosz |               |               | III. Perdikkasz | III. Perdikkasz | III. Perdikkasz | III. Perdikkasz | III. Perdikkasz | III. Perdikkasz |            |            | II. Philipposz | II. Philipposz | II. Philipposz | II. Philipposz | II. Philipposz | II. Philipposz |